# Rajd dell’Isola d’Elba 1981
Rajd dell’Isola d’Elba 1981 (14. Rallye dell’Isola d’Elba) – 14 edycja rajdu samochodowego Rajd dell’Isola d’Elba rozgrywanego we Włoszech. Rozgrywany był od 21 do 24 kwietnia 1981 roku. Była to siedemnasta runda Rajdowych Mistrzostw Europy w roku 1981 (rajd miał najwyższy współczynnik - 4).

## Klasyfikacja rajdu
| Miejsce                                        | Kierowca                                       | Pilot                                          | Samochód                                       | Czas                                           | Strata                                         |                                                |
| Klasyfikacja generalna, ERC i mistrzostw Włoch | Klasyfikacja generalna, ERC i mistrzostw Włoch | Klasyfikacja generalna, ERC i mistrzostw Włoch | Klasyfikacja generalna, ERC i mistrzostw Włoch | Klasyfikacja generalna, ERC i mistrzostw Włoch | Klasyfikacja generalna, ERC i mistrzostw Włoch | Klasyfikacja generalna, ERC i mistrzostw Włoch |
| ---------------------------------------------- | ---------------------------------------------- | ---------------------------------------------- | ---------------------------------------------- | ---------------------------------------------- | ---------------------------------------------- | ---------------------------------------------- |
| 1.                                             | Adartico Vudafieri                             | Arnaldo Bernacchini                            | Fiat 131 Abarth                                | 6:41:24                                        | 0.0                                            |                                                |
| 2.                                             | Michele Cinotto                                | Emilio Radaelli                                | Audi Quattro                                   | 6:44:42                                        | +3:18                                          |                                                |
| 3.                                             | Antonio Fassina                                | Roberto Dalpozzo                               | Opel Ascona 400                                | 6:47:07                                        | +5:43                                          |                                                |
| 4.                                             | Pentti Airikkala                               | Risto Virtanen                                 | Ford Escort RS 1800 MKII                       | 6:51:30                                        | +10:06                                         |                                                |
| 5.                                             | Nicola Busseni                                 | Daniele Ciocca                                 | Fiat 131 Abarth                                | 7:01:30                                        | +20:06                                         |                                                |
| 6.                                             | Pierluigi Zanetti                              | Loris Roggia                                   | Opel Ascona B                                  | 7:20:30                                        | +39:06                                         |                                                |
| 7.                                             | Bruno Bentivogli                               | Sante Valbonetti                               | Ford Escort RS 2000 MKII                       | 7:23:47                                        | +42:23                                         |                                                |
| 8.                                             | Holger Bohne                                   | Peter Diekmann                                 | Mercedes-Benz 500 SL                           | 7:26:03                                        | +44:39                                         |                                                |
| 9.                                             | Giorgio Bernocchi                              | Chitarin                                       | Opel Ascona 400                                | 7:36:57                                        | +55:33                                         |                                                |
| 10.                                            | Pier Giorgio Barsanti                          | Aldo Lappo                                     | Opel Ascona B                                  | 7:37:45                                        | +56:21                                         |                                                |